# Нортгемптонский университет (исторический)

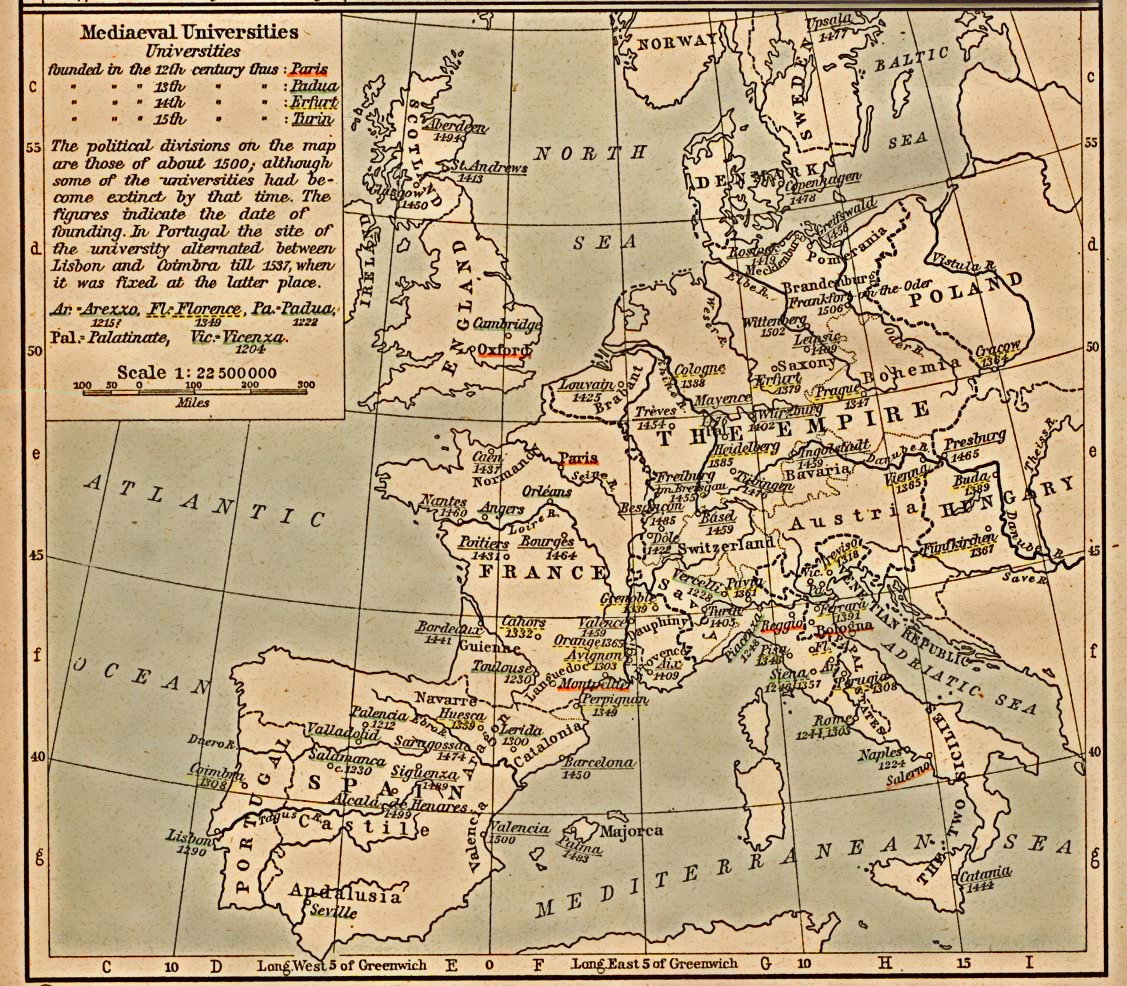
Карта средневековых университетов

Нортгемптонский университет функционировал в английском городе Нортгемптон с 1261 по 1265 годы.
Университет был основан королевской хартией после утверждения королем Генрихом III в 1261 году. Это был третий университет в Англии, после Оксфорда и Кембриджа, и 22-й в Европе. После того, как епископы и магнаты сообщили королю, что Нортгемптон представляет угрозу для Оксфорда, Генрих III распустил университет в 1265 году и подписал королевский указ, который запрещал создание университета в Нортгемптоне.
В 2005 году указ был отменен тайным советом, что позволило присвоить университетскому колледжу Нортгемптона (основанному в 1924 году) статус университета и дать ему название Нортгемптонский университет.

## История

### Основание
Нортгемптон в XIII веке играл гораздо более важную роль, чем сегодня, поэтому основание университета именно в этом городе выглядело закономерным. Город также краткое время был резиденцией короля.
Университет Нортгемптона был основан во время правления короля Ричарда I Львиное Сердце как школа. Ричард заботился о школе, и, как сообщает по крайней мере один историк, между 1176 и 1193 гг. школа в Нортгемптоне «сравнялась с Оксфордской школой или даже затмила её». После смерти короля Ричарда школа потеряла королевскую протекцию, однако всё ещё пользовалась покровительством Симона де Монфора во времена правления короля Иоанна и его сына Генриха III.
В Кембридже в 1249 году и во второй раз в 1260 году произошли жестокие столкновения между жителями города и «учёными» (англ. town vs. gown), в результате которых были казнены 16 горожан и строго наказаны многие другие. Вслед за этим несколько учёных сбежали из Кембриджа и нашли убежище в Нортгемптоне. В 1261 году перед Генрихом III ходатайствовали о том, чтобы разрешить размещение университета в городе.

### Упразднение

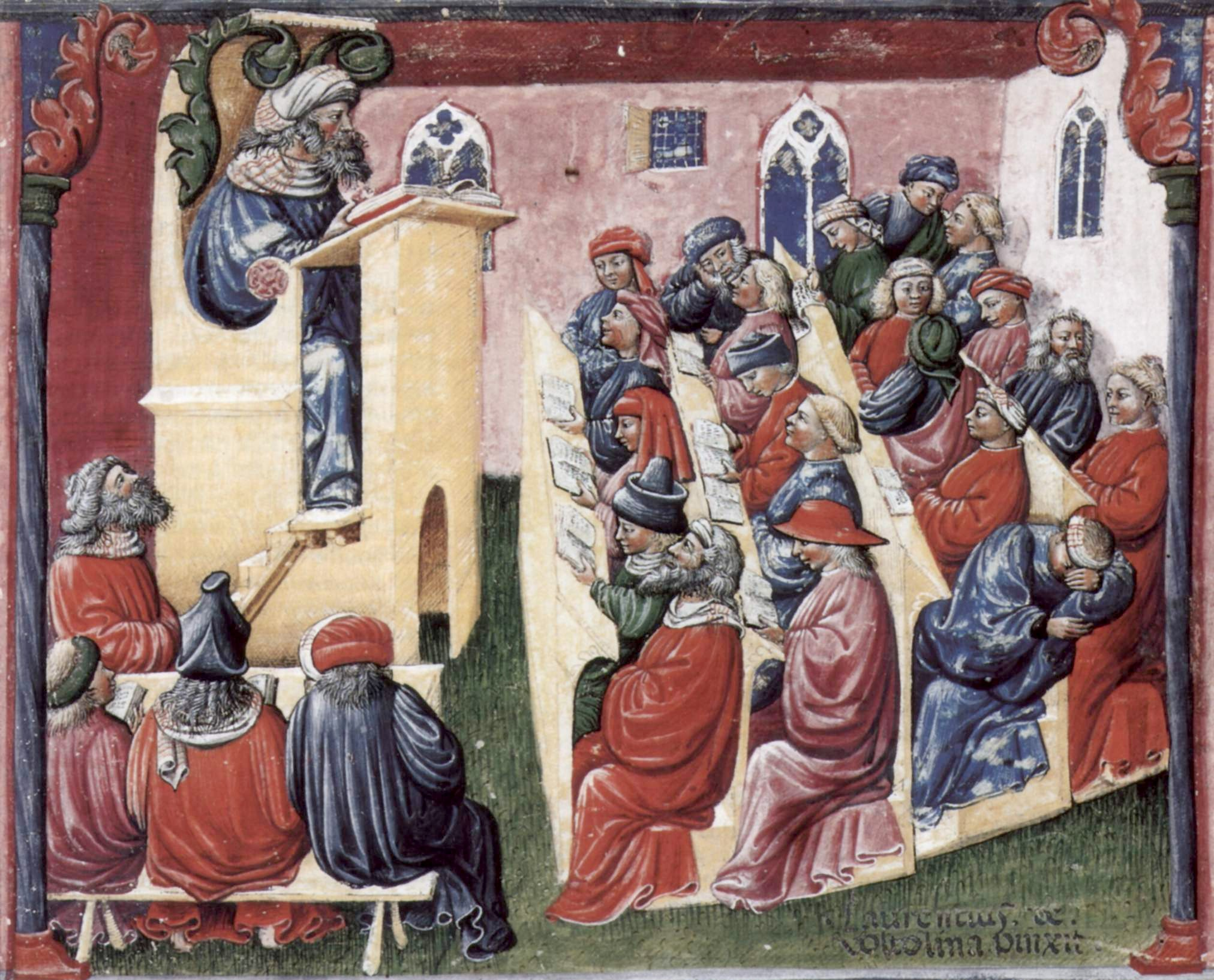
Университетский класс, (1350-е) гг.

Существование университета было недолгим. Через четыре года после его создания, во время осады Нортгемптона (часть кампании короля против баронов, завершившейся поражением последних в битве при Ившеме), учёные оказали сопротивление вступлению сил короля в город, в результате чего Генрих III лишил город лицензии на университет.
Некоторые источники предлагают альтернативный мотив закрытия университета. Как утверждал один писатель «… интересное высказывание Генриха III свидетельствует о том, что причины для закрытия городского университета в XIII веке были скорее обусловлены местническими и корыстными соображениями». 1 февраля 1265 г. Генрих написал мэрам и графствам Нортгемптона:
«Мы учли их просьбы [создать университет в 1261 году], поскольку тогда мы верили, что это пойдёт на пользу вашему городу и принесёт пользу также и нам, но теперь до нас дошли свидетельства людей, достойных веры, (показывающие), что если университет останется в Нортгемптоне, это принесёт немалые убытки городку Оксфорду, который является древним творением, что было подтверждено нашими предками, и вообще является удобным для студентов. Мы ни в коем случае не хотим, чтобы это произошло, тем более, когда все епископы соглашаются, что из уважения к Господу, ради благополучия церкви Англии и благосостояния студентов, университет должен быть удалён из Нортгемптона».
Оригинал:
We acceded to their request [to establish a university in 1261] because we believed then that this would benefit your town and that advantage would accrue to us; but now we have learned on the testimony of men worthy of belief that, if the university remains at Northampton, no small damage would be incurred by our borough of Oxford, which is of ancient creation, has been confirmed by our ancestors, and is generally approved as a convenience to students. We should on no grounds be willing that this should happen, especially as all the bishops agree that for the honour of God, the advantage of the church of England and the well being of the students, the university should be removed from Northampton.
Это говорит о том, что академическое соперничество сыграло определённую роль в решении короля, о чём свидетельствуют советы, которые он получил от профессоров в Оксфорде по этому вопросу.

### Современный Университет Нортгемптона
Имя университета было возрождено в 2005 году, когда тогдашний университетский колледж Нортгемптона, который возник в результате объединения ряда прежних учреждений, был повышен до полного статуса университета и переименован в Университет Нортгемптона. Кроме названия и нахождения в том же городе, между средневековым университетом и современным университетом нет связи.

## Ссылка
- https://web.archive.org/web/20111028042113/http://www.northampton.ac.uk/info/20001/about-us/423/history-of-the-university-of-northampton University of Northampton : история и даты